# أسيير إتسكابورو
أسيير إتسكابورو (بالإسبانية: Asier Etxaburu) (7 أبريل 1994 بأونداروا في إسبانيا - ) هو لاعب كرة قدم إسباني في مركز جناح ‏. لعب مع نادي إيبار ونادي باسكونيا وCD Vitoria ‏.

## وصلات خارجية
- أسيير إتسكابورو على موقع قاعدة بيانات كرة القدم.إي يو (الإنجليزية)
- أسيير إتسكابورو على موقع Soccerway.com (الإنجليزية)
- أسيير إتسكابورو على موقع AS.com (الإسبانية)